# Soltaniyeh
Soltaniyeh (in persiano سلطانیه‎, Sulṭāniyyah) è una città e capoluogo dello shahrestān di Soltaniyeh, circoscrizione Centrale, nella provincia di Zanjan in Iran. Nel 2011 aveva 7 116 abitanti. Si trova circa 40 km a sud-est di Zanjan e 240 chilometri a nordovest di Teheran.
Solṭāniyyeh è anche il nome del sito archeologico che si trova nella città. Nel XIV secolo era la capitale dei sovrani dell'Ilkhanato, non a caso il suo nome può essere tradotto con "l'imperiale". Nel 2005 Solṭāniyyeh è stata inserita nell'elenco dei Patrimoni dell'umanità dell'UNESCO.
L'edificio più noto fra le rovine dell'antica città è il mausoleo di Oljeitu. Questa struttura, eretta fra il 1302 ed il 1312, presenta la più antica doppia cupola del mondo, la cui importanza nel mondo islamico è paragonabile a quella della cupola del Brunelleschi per l'architettura cristiana. La costruzione della cupola di Solṭāniyyeh spianò la strada ad opere ancora più audaci, come il Mausoleo di Khoja Ahmed Yasawi in Kazakistan o il Taj Mahal in India, entrambi patrimoni dell'umanità dell'Unesco come Solṭāniyyeh.
Gran parte delle decorazioni esterne sono andate perdute, ma all'interno del mausoleo vi sono notevoli mosaici, maioliche e affreschi. La cupola ha un peso stimato in circa 200 tonnellate ed un'altezza di 49 metri dalla base.
(Robert Byron, La via per l'Oxiana)